# 1. florbalová liga mužů 2022/2023
1. florbalová liga mužů 2022/2023 byla 30. ročníkem druhé nejvyšší mužské florbalové soutěže v Česku. 
Základní část soutěže hrálo 14 týmů dvakrát každý s každým. Zvítězil v ní již ve 22. kole nováček soutěže, tým Butchis. Se 74 body překonal dosavadní rekord Black Angels ze sezóny 2018/2019.
Vítězem ročníku se stal tým Butchis, po porážce týmu Kanonýři Kladno, který se do finále dostal z devátého místa. Butchis tak poprvé postoupily do Superligy. Tým se tím během devíti dohraných sezón mezi lety 2012 a 2023 probojoval o sedm soutěží výše. V následující sezóně ho nahradil sestupující superligový tým PSG Panthers Otrokovice.
1. liga měla v této sezóně pět nových účastníků. V minulé sezóně sestoupil po třech letech ze Superligy do 1. ligy tým FBŠ Hummel Hattrick Brno. Z Národní ligy naopak postoupily čtyři týmy. Jako vítězové skupin to byly Butchis a Troopers. Oba týmy postoupily do 1. ligy poprvé. V baráži uspěl tým FbC Plzeň, který hrál 1. ligu již v sezóně 2011/2012. Dále v baráži zvítězil 1. FBK Sršni Rožnov p/R, ten ale právo účasti ve vyšší soutěži přestoupil týmu Aligators Klobouky, který se do 1. ligy dostal poprvé.
Aligators se po prohře v play-down tohoto ročníku v lize neudrželi a sestoupili zpět. V následující sezóně byli nahrazeni vítězem skupiny Západ tohoto ročníku Národní ligy, týmem ASK Orka Čelákovice, který se do 1. ligy vrátil po šestnácti letech. V play-down neuspěl i DDQ Florbal Chomutov, který se ale v lize udržel získáním práv od týmu S.K. P.E.M.A. Opava, vítěze baráže s Troopers. Vítěz skupiny Východ Národní ligy, tým FBC Vikings Kopřivnice, postoupil práva poraženému semifinalistovi skupiny Západ, týmu FbC Hradec Králové, který se tak do 1. ligy dostal poprvé.

## Základní část
V základní části se všechny týmy utkaly od 3. září 2022 do 18. února 2023 dvakrát každý s každým.
| Poř. | Tým                             | Z  | V  | VP | PP | P  | VG  | OG  | B  |
| ---- | ------------------------------- | -- | -- | -- | -- | -- | --- | --- | -- |
| 1.   | Butchis                         | 26 | 24 | 1  | 0  | 1  | 181 | 100 | 74 |
| 2.   | Florbal Ústí                    | 26 | 17 | 3  | 1  | 5  | 172 | 112 | 58 |
| 3.   | Bulldogs Brno                   | 26 | 15 | 2  | 0  | 9  | 140 | 122 | 49 |
| 4.   | FBŠ Hummel Hattrick Brno        | 26 | 12 | 3  | 1  | 10 | 119 | 115 | 43 |
| 5.   | FBC Letka Toman Finance Group   | 26 | 10 | 3  | 3  | 10 | 146 | 151 | 39 |
| 6.   | FBC Štíři Č. Budějovice         | 26 | 10 | 2  | 5  | 9  | 122 | 135 | 39 |
| 7.   | Sokol Brno I EMKOCase Gullivers | 26 | 11 | 0  | 3  | 12 | 120 | 127 | 36 |
| 8.   | FbC Plzeň                       | 26 | 10 | 1  | 3  | 12 | 135 | 144 | 35 |
| 9.   | Kanonýři Kladno                 | 26 | 10 | 2  | 0  | 14 | 130 | 128 | 34 |
| 10.  | TJ Znojmo LAUFEN CZ             | 26 | 10 | 1  | 2  | 13 | 144 | 156 | 34 |
| 11.  | FAT PIPE Start98                | 26 | 9  | 2  | 0  | 15 | 131 | 150 | 31 |
| 12.  | Troopers                        | 26 | 8  | 3  | 1  | 14 | 143 | 171 | 31 |
| 13.  | DDQ Florbal Chomutov            | 26 | 8  | 0  | 3  | 15 | 137 | 154 | 27 |
| 14.  | Aligators Klobouky              | 26 | 4  | 1  | 2  | 19 | 118 | 173 | 16 |

## Play-off
Prvních šest týmů po základní části postoupilo přímo do čtvrtfinále play-off. Týmy na sedmém a desátém a týmy na osmém a devátém místě hrály 25. a 26. února 2023 na dvě vítězná utkání o poslední dvě místa ve čtvrtfinále.
Pro čtvrtfinále si 27. února první tři týmy po základní části postupně zvolily soupeře z druhé čtveřice postupujících. Od čtvrtfinále se jednotlivá kola play-off hrála na tři vítězné zápasy. Čtvrtfinále se hrálo od 4. do 15. března 2023, semifinále od 18. do 28. března a finále od 1. do 7. dubna.

### Pavouk
|  | Osmifinále (na zápasy) | Osmifinále (na zápasy) | Osmifinále (na zápasy) |  |  | Čtvrtfinále (na zápasy) | Čtvrtfinále (na zápasy) | Čtvrtfinále (na zápasy) |   |              | Semifinále (na zápasy) | Semifinále (na zápasy) | Semifinále (na zápasy) |  |  | Finále (na zápasy) | Finále (na zápasy) | Finále (na zápasy) |
|  |                        |                        |                        |  |  |                         |                         |                         |   |              |                        |                        |                        |  |  |                    |                    |                    |
|  |                        |                        |                        |  |  |                         |                         |                         |   |              |                        |                        |                        |  |  |                    |                    |                    |
|  |                        |                        |                        |  |  | Butchis                 | Butchis                 | 3                       |   |              |                        |                        |                        |  |  |                    |                    |                    |
|  | Sokol Brno I Gullivers | Sokol Brno I Gullivers | 2                      |  |  | Sokol Brno I Gullivers  | Sokol Brno I Gullivers  | 0                       |   |              |                        |                        |                        |  |  |                    |                    |                    |
|  | TJ Znojmo LAUFEN CZ    | TJ Znojmo LAUFEN CZ    | 0                      |  |  |                         |                         |                         |   | Butchis      | Butchis                | 3                      |                        |  |  |                    |                    |                    |
|  |                        |                        |                        |  |  |                         | FBŠ Hattrick Brno       | FBŠ Hattrick Brno       | 0 |              |                        |                        |                        |  |  |                    |                    |                    |
|  |                        |                        |                        |  |  | FBŠ Hattrick Brno       | FBŠ Hattrick Brno       | 3                       |   |              |                        |                        |                        |  |  |                    |                    |                    |
|  |                        |                        |                        |  |  | FBC Letka               | FBC Letka               | 1                       |   |              |                        |                        |                        |  |  |                    |                    |                    |
|  |                        |                        |                        |  |  |                         |                         |                         |   |              | Butchis                | Butchis                | 3                      |  |  |                    |                    |                    |
|  |                        |                        |                        |  |  |                         | Kanonýři Kladno         | Kanonýři Kladno         | 0 |              |                        |                        |                        |  |  |                    |                    |                    |
|  |                        |                        |                        |  |  | Florbal Ústí            | Florbal Ústí            | 3                       |   |              |                        |                        |                        |  |  |                    |                    |                    |
|  |                        |                        |                        |  |  | FBC Štíři Č. Budějovice | FBC Štíři Č. Budějovice | 0                       |   |              |                        |                        |                        |  |  |                    |                    |                    |
|  |                        |                        |                        |  |  |                         |                         |                         |   | Florbal Ústí | Florbal Ústí           | 2                      |                        |  |  |                    |                    |                    |
|  |                        |                        |                        |  |  |                         | Kanonýři Kladno         | Kanonýři Kladno         | 3 |              |                        |                        |                        |  |  |                    |                    |                    |
|  |                        |                        |                        |  |  | Bulldogs Brno           | Bulldogs Brno           | 2                       |   |              |                        |                        |                        |  |  |                    |                    |                    |
|  | FbC Plzeň              | FbC Plzeň              | 0                      |  |  | Kanonýři Kladno         | Kanonýři Kladno         | 3                       |   |              |                        |                        |                        |  |  |                    |                    |                    |
|  | Kanonýři Kladno        | Kanonýři Kladno        | 2                      |  |  |                         |                         |                         |   |              |                        |                        |                        |  |  |                    |                    |                    |

### Baráž
Poražený finalista, tým Kanonýři Kladno, neuspěl v superligové baráži proti týmu FB Hurrican Karlovy Vary.

## Play-down
Týmy na 11. a 14. a týmy na 12. a 13. místě spolu hrály v play-down na čtyři vítězné zápasy od 25. února do 10. dubna 2023. Poražené týmy přímo sestoupily do Národní ligy (DDQ Florbal Chomutov se udržel získáním práv od týmu S.K. P.E.M.A. Opava). Vítězné týmy hrály od 15. do 30. dubna baráž na tři vítězné zápasy s poraženými finalisty skupin tohoto ročníku Národní ligy.

### 1. kolo
FAT PIPE Start98 – Aligators Klobouky 4 : 1 na zápasy
Troopers – DDQ Florbal Chomutov 4 : 3 na zápasy

### Baráž
FAT PIPE Start98 – FBŠ Slavia Fat Pipe Plzeň 3 : 0 na zápasy
Troopers – S.K. P.E.M.A. Opava 2 : 3 na zápasy

## Konečné pořadí
| Pořadí           | Tým                             |
| ---------------- | ------------------------------- |
| Zlatá medaile    | Butchis                         |
| Stříbrná medaile | Kanonýři Kladno                 |
| Bronzová medaile | Florbal Ústí                    |
| 4.               | FBŠ Hummel Hattrick Brno        |
| 5.               | Bulldogs Brno                   |
| 6.               | FBC Letka Toman Finance Group   |
| 7.               | FBC Štíři Č. Budějovice         |
| 8.               | Sokol Brno I EMKOCase Gullivers |
| 9.               | FbC Plzeň                       |
| 10.              | TJ Znojmo LAUFEN CZ             |
| 11.              | FAT PIPE Start98                |
| 12.              | Troopers                        |
| 13.              | DDQ Florbal Chomutov            |
| 14.              | Aligators Klobouky              |